# Nati nel 1945/Aprile
| Questa pagina contiene informazioni ricavate automaticamente dalle voci biografiche con l'ausilio del template Bio e di un bot. L'aggiornamento è periodico e automatico e ricostruisce completamente la pagina. Se manca una persona in questa lista, sei pregato di non aggiungerla, ma accertati piuttosto che la sua voce biografica contenga il template Bio e che i dati anagrafici siano correttamente compilati. Se il template Bio manca, inseriscilo tu stesso o, in alternativa, metti l'avviso {{tmp\|Bio}} che ne segnala la mancanza. Se i dati riportati sono sbagliati, correggi direttamente la voce biografica; le modifiche saranno visibili in questa lista entro pochi giorni. Per chiarimenti vedi il progetto biografie. La lista contiene solo le 217 persone che sono citate nell'enciclopedia e per le quali è stato implementato correttamente il template Bio. Pagina aggiornata al 18 ago 2025. |

- 1º aprile - Massimo Cherubini, ex calciatore italiano
- 1º aprile - Dimitri Gutas, arabista e grecista statunitense
- 1º aprile - Mario Musella, musicista e cantante italiano († 1979)
- 1º aprile - Carla Spagnuolo, politica italiana († 2017)
- 2 aprile - Larry Bergh, ex cestista statunitense
- 2 aprile - Gianfranco Bonera, pilota motociclistico italiano
- 2 aprile - Ingvar Carlsson, pilota di rally svedese († 2009)
- 2 aprile - Jürgen Drews, attore e cantante tedesco
- 2 aprile - Guy Fréquelin, ex pilota di rally francese
- 2 aprile - Linda Hunt, attrice statunitense
- 2 aprile - Bernard Orcel, ex sciatore alpino francese
- 2 aprile - Don Sutton, giocatore di baseball statunitense († 2021)
- 2 aprile - Richard Taruskin, musicologo e violoncellista statunitense († 2022)
- 2 aprile - Pascal Thomas, regista, sceneggiatore e produttore cinematografico francese
- 3 aprile - Paolo Bruschi, allenatore di calcio e ex calciatore svedese
- 3 aprile - Gail Sherriff Chanfreau, tennista australiana
- 3 aprile - Wim Deetman, politico olandese
- 3 aprile - Jörg Drehmel, ex triplista tedesco
- 3 aprile - Alessandra Galante Garrone, attrice teatrale e danzatrice italiana († 2004)
- 3 aprile - Ricardo Munguía Padilla, calciatore messicano († 2007)
- 3 aprile - Bernie Parent, ex hockeista su ghiaccio canadese
- 3 aprile - Mario Scotti, bassista italiano († 2001)
- 3 aprile - Catherine Spaak, attrice, cantante e conduttrice televisiva belga († 2022)
- 3 aprile - Gary Sprake, calciatore gallese († 2016)
- 3 aprile - Hillary Wilson, ex nuotatrice rhodesiana
- 4 aprile - Daniel Cohn-Bendit, politico e scrittore francese
- 4 aprile - Sergio Di Giulio, attore, doppiatore e direttore del doppiaggio italiano († 2019)
- 4 aprile - Moustapha Diop, regista beninese
- 4 aprile - Caroline McWilliams, attrice statunitense († 2010)
- 4 aprile - Pietro Pittofrati, ex calciatore italiano
- 4 aprile - Jesús Posada, politico e ingegnere spagnolo
- 4 aprile - Valerij Ustjužin, sollevatore sovietico († 2010)
- 4 aprile - Nazareno Vitali, politico italiano
- 5 aprile - Ove Bengtson, ex tennista svedese
- 5 aprile - Steve Carver, regista statunitense († 2021)
- 5 aprile - Franca Dall'Olio, ex modella italiana
- 5 aprile - Doug Favell, ex hockeista su ghiaccio canadese
- 5 aprile - Paul Hutchins, tennista britannico († 2019)
- 5 aprile - Katalin Makray, ex ginnasta e first lady ungherese
- 5 aprile - Craig Raymond, cestista statunitense († 2018)
- 5 aprile - Sika, wrestler samoano americano († 2024)
- 5 aprile - Tommy Smith, calciatore inglese († 2019)
- 5 aprile - Zoran Živković, ex pallamanista serbo
- 6 aprile - Celestino Aós Braco, cardinale e arcivescovo cattolico spagnolo
- 6 aprile - Léon Dolmans, ex calciatore belga
- 6 aprile - Mladen Matijanić, ex calciatore jugoslavo
- 7 aprile - Pier Camillo Beccaria, politico, architetto e urbanista italiano († 1994)
- 7 aprile - Francesco Bosi, politico italiano († 2021)
- 7 aprile - Bob Brady, politico statunitense
- 7 aprile - Barry Fry, allenatore di calcio e ex calciatore inglese
- 7 aprile - Heini Holzer, scialpinista e alpinista italiano († 1977)
- 7 aprile - Jiří Novák, ex calciatore cecoslovacco
- 7 aprile - Enrico Papa, attore italiano
- 7 aprile - Joël Robuchon, cuoco francese († 2018)
- 7 aprile - Werner Schroeter, regista, sceneggiatore e montatore tedesco († 2010)
- 8 aprile - Mara Cagol, terrorista italiana († 1975)
- 8 aprile - Janet Hogan, ex nuotatrice australiana
- 8 aprile - Diarmuid Martin, arcivescovo cattolico irlandese
- 9 aprile - Steve Gadd, batterista statunitense
- 9 aprile - Rod McDonald, cestista statunitense († 2015)
- 10 aprile - Nis Bank-Mikkelsen, attore, doppiatore e conduttore radiofonico danese
- 10 aprile - Kevin Berry, nuotatore australiano († 2006)
- 10 aprile - Giuliano Bignasca, politico e imprenditore svizzero († 2013)
- 10 aprile - Abutaleb Gorgori, lottatore iraniano († 2008)
- 10 aprile - Reggie Lacefield, cestista statunitense († 2023)
- 10 aprile - Vira Misevyč, cavallerizza sovietica († 1995)
- 10 aprile - Mario Pupella, attore, regista teatrale e direttore artistico italiano († 2023)
- 10 aprile - Geoffrey Van Orden, politico britannico
- 10 aprile - Shirley Walker, compositrice e direttrice d'orchestra statunitense († 2006)
- 10 aprile - Michele Zaza, mafioso italiano († 1994)
- 11 aprile - Vjačeslav Andrejuk, calciatore sovietico († 2010)
- 11 aprile - Giampiero Bianchi, attore italiano († 2005)
- 11 aprile - Stefan Bogomilov, ex calciatore bulgaro
- 11 aprile - Giancesare Flesca, giornalista italiano († 2019)
- 11 aprile - Rosa Giannetta Alberoni, saggista e giornalista italiana († 2021)
- 11 aprile - Francis Isnard, calciatore francese († 2010)
- 11 aprile - Steve Konchalski, allenatore di pallacanestro canadese
- 11 aprile - Christian Quadflieg, attore, doppiatore e regista tedesco († 2023)
- 11 aprile - Éva Túri, cestista ungherese († 2023)
- 12 aprile - Jean-Daniel Dätwyler, ex sciatore alpino svizzero
- 12 aprile - Kiyoko Murata, scrittrice giapponese
- 12 aprile - José Verdún, calciatore uruguaiano († 2018)
- 13 aprile - Mario Anzidei, cantante italiano
- 13 aprile - Ed Caruthers, ex altista statunitense
- 13 aprile - Tony Dow, attore, regista televisivo e produttore televisivo statunitense († 2022)
- 13 aprile - Lowell George, chitarrista statunitense († 1979)
- 13 aprile - Bob Kalsu, giocatore di football americano statunitense († 1970)
- 13 aprile - Lino Mannocci, artista, pittore e incisore italiano († 2021)
- 13 aprile - Maurizio Menegon, politico italiano († 2004)
- 13 aprile - Donald Edmond Pelotte, vescovo cattolico statunitense († 2010)
- 13 aprile - Bruno Piccioni, allenatore di calcio e ex calciatore italiano
- 13 aprile - Raffaele Pinto, pilota di rally italiano († 2020)
- 13 aprile - Walter Santagata, economista italiano († 2013)
- 13 aprile - Neliana Tersigni, giornalista italiana
- 14 aprile - Antônio Carlos Barbosa, allenatore di pallacanestro brasiliano
- 14 aprile - Uwe Beyer, martellista tedesco († 1993)
- 14 aprile - Ritchie Blackmore, chitarrista britannico
- 14 aprile - Yves Chauveau, ex calciatore francese
- 14 aprile - Roger Frappier, produttore cinematografico canadese
- 14 aprile - Sa'ilele Malielegaoi, politico samoano
- 14 aprile - Eliot Zigmund, batterista statunitense
- 15 aprile - Luciano Acciari, dirigente sportivo italiano
- 15 aprile - Claudio De Angelis, doppiatore e direttore del doppiaggio italiano
- 15 aprile - Iris DeBrito, ex calciatore brasiliano
- 15 aprile - Revaz Dzodzuashvili, allenatore di calcio e ex calciatore sovietico
- 15 aprile - Achille Mezzadri, giornalista e scrittore italiano
- 15 aprile - Liam O'Flynn, musicista irlandese († 2018)
- 15 aprile - Emilio Spedicato, matematico italiano
- 15 aprile - Cliff Williams, ex cestista statunitense
- 16 aprile - Tom Allen, politico e avvocato statunitense
- 16 aprile - Anny-Chantal Levasseur-Regourd, astronoma e fisica francese († 2022)
- 16 aprile - Mel Machin, allenatore di calcio e ex calciatore inglese
- 16 aprile - Italo Monacchini, politico italiano
- 16 aprile - Ugo Perone, filosofo italiano
- 17 aprile - Ferenc Konrád, pallanuotista ungherese († 2015)
- 17 aprile - Giuseppe Papponetti, critico letterario e filologo italiano († 2012)
- 17 aprile - Dan Sparks, ex cestista e allenatore di pallacanestro statunitense
- 17 aprile - Pavel Stratil, ex calciatore cecoslovacco
- 18 aprile - Richard Bausch, scrittore statunitense
- 18 aprile - Victorino Cunha, allenatore di pallacanestro portoghese
- 18 aprile - Jimmy Dawson, ex cestista statunitense
- 18 aprile - Malin Ek, attrice svedese
- 18 aprile - Mats Ek, ballerino e coreografo svedese
- 18 aprile - Miguel Escobar, calciatore colombiano († 2023)
- 18 aprile - George Jones, ex calciatore inglese
- 18 aprile - Eraldo Mancin, allenatore di calcio e calciatore italiano († 2016)
- 18 aprile - Guillermo Páez, ex calciatore cileno
- 18 aprile - Domenico Papalia, mafioso italiano
- 19 aprile - George Alencherry, cardinale e arcivescovo cattolico indiano
- 19 aprile - Kirsten Aune, ex sciatrice alpina norvegese
- 19 aprile - Piero De Benedictis, cantante italiano
- 19 aprile - Larry Gagosian, gallerista statunitense
- 19 aprile - Yoshiaki Numata, ex pugile giapponese
- 19 aprile - Udo Preuße, ex calciatore tedesco orientale
- 19 aprile - Alberto Rizzati, ex calciatore italiano
- 19 aprile - Surekha Sikri, attrice indiana († 2021)
- 20 aprile - Michael Brandon, attore statunitense
- 20 aprile - Stefano Docimo, scrittore e poeta italiano († 2014)
- 20 aprile - Géza Fejér, ex discobolo ungherese
- 20 aprile - Judith O'Dea, attrice statunitense
- 20 aprile - Gregory Olsen, imprenditore e ingegnere statunitense
- 20 aprile - Steve Spurrier, ex giocatore di football americano e allenatore di football americano statunitense
- 20 aprile - Naftali Temu, mezzofondista e maratoneta keniota († 2003)
- 20 aprile - Jimmy Winston, musicista e attore britannico († 2020)
- 21 aprile - Heraldo Bezerra, calciatore brasiliano († 1977)
- 21 aprile - Tomas Bolme, attore svedese
- 21 aprile - Hernando Casanova, attore, regista e cantante colombiano († 2002)
- 21 aprile - Julián López Martín, vescovo cattolico spagnolo
- 21 aprile - Vincenzo Paglia, arcivescovo cattolico italiano
- 21 aprile - Ronnie Tober, cantante olandese
- 22 aprile - Angelo Scariolo, fumettista italiano
- 22 aprile - Demetrio Stratos, cantante, polistrumentista e musicologo greco († 1979)
- 23 aprile - Yasuko Hatori, doppiatrice giapponese
- 23 aprile - Vladimír Hrivnák, calciatore cecoslovacco († 2014)
- 23 aprile - Cristiano Malgioglio, cantautore, paroliere e personaggio televisivo italiano
- 23 aprile - Jorge Alfredo Vásquez, ex calciatore salvadoregno
- 24 aprile - Bruno Baiardo, ex calciatore italiano
- 24 aprile - Oswaldo Calero, calciatore colombiano († 1997)
- 24 aprile - Doug Clifford, batterista statunitense
- 24 aprile - Mick Jones, ex calciatore britannico
- 24 aprile - Théophile Ngoie Wa Ngoie, cestista e allenatore di pallacanestro della Repubblica Democratica del Congo († 2013)
- 24 aprile - Gheorghe Novac, cestista, allenatore di pallacanestro e dirigente sportivo rumeno († 2022)
- 24 aprile - Eugene O'Brien, compositore statunitense
- 24 aprile - John Pasche, designer inglese
- 24 aprile - Larry Tesler, informatico statunitense († 2020)
- 25 aprile - Pietro Carotti, politico italiano
- 25 aprile - Stu Cook, bassista statunitense
- 25 aprile - Luciano Falcier, politico italiano
- 25 aprile - Pancho Pardi, politico e attivista italiano
- 25 aprile - Rita Pulido, ex nuotatrice spagnola
- 25 aprile - Jean Purdy, infermiera e biologa britannica († 1985)
- 25 aprile - Giacinto Santambrogio, ciclista su strada italiano († 2012)
- 25 aprile - Marco Scano, ex pugile italiano
- 25 aprile - Björn Ulvaeus, musicista e compositore svedese
- 26 aprile - Raffaello Ciocca, ex calciatore italiano
- 26 aprile - Howard Davies, regista teatrale e regista cinematografico britannico († 2016)
- 26 aprile - Giorgio Fanti, ex calciatore italiano
- 26 aprile - Winfried Glatzeder, attore tedesco
- 26 aprile - Butch Joyner, ex cestista statunitense
- 26 aprile - Vincenzo Montefusco, allenatore di calcio e ex calciatore italiano
- 26 aprile - Jorge Antonio Serrano Elías, politico guatemalteco
- 27 aprile - Roberto Bonadimani, fumettista e illustratore italiano
- 27 aprile - Frank Bornemann, chitarrista tedesco
- 27 aprile - Martin Chivers, ex calciatore inglese
- 27 aprile - Robert Cialdini, psicologo statunitense
- 27 aprile - Bobby Duncan, ex calciatore scozzese
- 27 aprile - Lee Felsenstein, informatico e ingegnere statunitense
- 27 aprile - Harry Steevens, ex ciclista su strada olandese
- 27 aprile - Paolo Tubertini, arbitro di calcio italiano († 2024)
- 27 aprile - August Wilson, drammaturgo, scrittore e sceneggiatore statunitense († 2005)
- 28 aprile - Antonino Cinà, mafioso italiano
- 28 aprile - Angelo Epaminonda, mafioso e collaboratore di giustizia italiano († 2016)
- 28 aprile - José Carlos Bernardo, calciatore brasiliano († 2018)
- 28 aprile - Willy Vekemans, ciclista su strada belga
- 29 aprile - Franco Brezzi, matematico italiano
- 29 aprile - Enrique Casaretto, calciatore peruviano († 2020)
- 29 aprile - Brian Charlesworth, biologo britannico
- 29 aprile - Jake Ford, cestista statunitense († 1996)
- 29 aprile - Stephen Fulling, matematico e fisico statunitense
- 29 aprile - Stephen Goldblatt, direttore della fotografia britannico
- 29 aprile - Hugh Hopper, bassista e compositore britannico († 2009)
- 29 aprile - Tammi Terrell, cantante statunitense († 1970)
- 29 aprile - Steinar Pettersen, ex calciatore norvegese
- 29 aprile - Paolo Pietrangeli, cantautore, regista e sceneggiatore italiano († 2021)
- 29 aprile - Oliviero Pillon, politico italiano
- 29 aprile - Attilio Rota, ex ciclista su strada italiano
- 29 aprile - Luciano Vieri, cantante italiano († 1964)
- 29 aprile - Richard Warwick, attore britannico († 1997)
- 29 aprile - Friedrich Wessel, ex schermidore tedesco
- 30 aprile - David Bates, storico e insegnante inglese
- 30 aprile - Guido Burbatti, psichiatra e psicoterapeuta italiano
- 30 aprile - Annie Dillard, scrittrice e saggista statunitense
- 30 aprile - Mimi Fariña, cantautrice e attivista statunitense († 2001)
- 30 aprile - Ulla Hahn, poetessa e scrittrice tedesca
- 30 aprile - Dan van Husen, attore tedesco († 2020)
- 30 aprile - Vece Paes, hockeista su prato e medico indiano († 2025)
- 30 aprile - Michael John Smith, astronauta statunitense († 1986)